# Longchamp (Vosges)
Longchamp é uma comuna francesa na região administrativa do Grande Leste, no departamento de Vosges. Estende-se por uma área de 10.26 km². Em 2010 a comuna tinha 461 habitantes (densidade: 44,9 hab./km²).